# Jacopo Comin (regista)
Jacopo Comin (Padova, 5 aprile 1901 – 22 maggio 1972) è stato un regista e sceneggiatore italiano.

## Biografia
Nel 1925 è tra i fondatori con Alessandro Blasetti del periodico Il mondo e lo schermo, poi trasformato ne Lo schermo, nelle quali fa parte del Comitato di redazione. Rimane poi nello stesso gruppo quando la testata diventa cinematografo, con la quale si chiede al regime di operare per una ripresa della produzione cinematografica italiana.
Esordisce nella regia nel 1929 con il film Porto, presentato come il primo film sonoro realizzato in Italia, ma che non venne mai completato a causa della crisi dell'Ente Nazionale Cinematografia, che lo produceva, dovuta alle accuse di malversazioni mosse nei confronti del presidente Tommaso Bisi. È autore del soggetto del film del 1938 di Guido Brignone Sotto la croce del sud, con Doris Duranti. Nel 1940 firma la sceneggiatura del film d'avventura La conquista dell'aria, diretto da Romolo Marcellini, con Andrea Checchi. Dirige il suo primo lungometraggio nel 1942 con La fabbrica dell'imprevisto, con Maurizio D'Ancora e Vera Bergman, del quale scrive anche la sceneggiatura.
L'avventuroso La rivale dell'imperatrice, con Valentina Cortese e il drammatico Due sorelle amano con Gaby Morlay, entrambi del 1951, sono gli altri due film da lui diretti.
Coltivò lo spiritismo;  tra i fondatori de 'Il Giornale dei Misteri' (Corrado Tedeschi editore), dal 1964 fino alla sua morte scrisse articoli sulla rivista di parapsicologia Luce e Ombra.

## Filmografia

### Regista
- La fabbrica dell'imprevisto (1942)
- La rivale dell'imperatrice (1951) co-regia con Sidney Salkow
- Due sorelle amano  (1951)

### Sceneggiatore
- Sotto la croce del sud, regia di Guido Brignone - soggetto (1938)
- La conquista dell'aria, regia di Romolo Marcellini (1940)
- L'uomo del romanzo, regia di Mario Bonnard (1940)
- Non mi sposo più, regia di Erich Engel (1942)
- La fabbrica dell'imprevisto, regia di Jacopo Comin (1942)
- Senza bandiera, regia di Lionello De Felice (1951)
- Cani e gatti, regia di Leonardo De Mitri (1952)
- Rigoletto e la sua tragedia, regia di Flavio Calzavara (1954)

### Produttore e organizzatore generale
- Trent'anni di servizio, regia di Mario Baffico (1945)
- Il terrore della maschera rossa, regia di Luigi Capuano (1959)